# Natalia Kaczmarek
Natalia Kaczmarek (født 17. januar 1998) er en polsk atlet .
Hun repræsenterede Polen ved sommer-OL 2020 i Tokyo, hvor hun tog guld i 4x400 meter medley stafet og sølv i 400 meter stafet.